# 沃德湖
沃德湖（英語：Ward Lake），是南極洲的湖泊，位於維多利亞地的斯科特海岸，處於皇家學會嶺東部，由英國探險隊命名，現時由南極條約體系管理。